# Іскра (палац культури)
«Іскра» — палац культури робітників заводу «Азовмаш», місто Маріуполь, розташований на Нікопольському проспекті.

## Історія
У повоєнний період (1945—1959 рр.) на цьому місці залишались руїни старовинної споруди. У роки повільного відбудовування Маріуполя руїни відійшли до відомства новоствореного заводу Тяжмаш.
Були виділені кошти і в 1960-ті руїни засобом толоки перебудували в Палац культури «Іскра». Ініціатором і натхненником пристосування поруйнованої споруди в робітничий палац культури був тодішній Генеральний директор В. Ф. Карпов. Він же дозволив прикрасити головний фасад споруди декоративним фризом у модерновому (майже кубістичному) стилі на трудову тематику. Авторами нового фриза були київські художники Ернст Котков, Валерій Ламах та Іван Литовченко. Таким чином на проспекті з'явився ще один центр культури попри кінотеатр, що діяв поблизу площі Левченка.
Палац культури «Іскра» став багатофункціональним культурним центром, де проводили загальнозаводські заходи від комуністичних зборів до концертів художньої самодіяльності чи класичної музики. Зала з мозаїкою «Космос» використовувалась як танцювальний клуб. В палаці культури діяли концертний і конференц-зал, власний невеличкий кінотеатр, приміщення для гуртків, маленьке кафе.
У палаці культури «Іскра» роками працювала бригада заводських та маріупольських художників, що робили необхідний за часів СРСР декор для комуністичних травневих і жовтневих свят. Керівником тодішньої бригади художників цеха № 153 був Віктор Рашевський. Останній здобув художню освіту в місті Саратов за часів СРСР. Серед продукції бригадира художників — стенди для музею заводу. У вільний час В. Рашевський пише пейзажі.
Незважаючи на малі грошові суми, що відпускали на культуру, азовмашевські художники робили спроби в декоративній скульптурі, творчо працювали з панно із простого (без малюнків) чисто білого кахля, обробленого бурмашинками. Саме на заводі «Азовмаш» були виконані металеві фігури-силуети для монумента жертв, закатованих фашистами, що встановлені на площі Левченка.
Саме на заводі «Азовмаш» розмістили замову на створення пам'ятних медалей на честь міста Маріуполь (тоді Жданов), автором моделі котрої був відомий український медальєр Харабет Юхим Вікторович(1929—2004). Медалі створені з анодованого алюмінію методом холодного штампування.

## Галерея

Копія сюрреалістичної композиції з портетом Т.Г. Шевченка, бл. 2006 р.(художня майстерня ПК «Іскра»)